# Sweeney's Men
Sweeney's Men är en irländsk folkmusikgrupp. 
Sweeney's Men spelade under 1960-talet tillsammans med grupper som The Dubliners och The Clancy Brothers. När gruppen bildades 1966 bestod den av tre medlemmar: Joe Dolan, Johnny Moynihan och Andy Irvine, 1967 lämnade dock Dolan bandet och ersattes av Terry Woods. Under denna tid spelade man tin whistle, dragspel, munspel, gitarr, mandolin, banjo och bouzouki. 
Gruppen spelade mest covers av andra låtar, mest kända är deras egen version av den amerikanska folksången "Tom Dooley" och även de traditionella skotska sångerna "Rattlin' Roarin' Willie" samt "Willy O'Winsbury". Sweeney's Men har även skrivit och spelat in egna sånger som Moynihans "Standing On The Shore" under sin tid tillsammans släppte bandet två album Sweeney's Men samt The Track of Sweeney. 
Andy Irvine lämnade bandet 1968 och ersattes av Henry McCullough. Den "nya" gruppen höll endast ihop ett par år innan bandet slutligen splittrades. Irvine, Moynihan och Woods återförenades 2012.